# Miho Nakayama
Miho Nakayama (中山 美穂?, Saku, 1 de marzo de 1970-Tokio, 6 de diciembre de 2024) fue una cantante y actriz de televisión japonesa. 

## Biografía
En los años ochenta formó parte del Idol Shitennou, nombre dado a los cuatro idols más famosos de finales de esa década.  Su hermana Shinobu Nakayama debutó en 1985 en una película live action basada en el manga Be-Bop High School, y en 1987 fue la protagonista del videojuego Nakayama Miho no Tokimeki High School, un simulador de citas para Famicom Disk System.
En 1995 obtuvo el Premio Blue Ribbon a la Mejor Actriz por su papel en Love Letter de Shunji Iwai. En 2018 participó en el live action Marmalade Boy.
En 2002 se casó con el músico Hitonari Tsuji y juntos se mudaron a París, donde al año siguiente nació su único hijo. En 2014 se divorció de su marido y regresó a Japón.
El 6 de diciembre de 2024, fue encontrada muerta en la bañera de su domicilio. Tenía 54 años.